# مزرعة تمرتشين
مزرعة تمرتشين هي قرية في مقاطعة بيرانشهر، إيران. عدد سكان هذه القرية هو 44 في سنة 2006.